# Flata rostrata
Flata rostrata är en insektsart som först beskrevs av Xavier Montrouzier 1855.  Flata rostrata ingår i släktet Flata och familjen Flatidae. Inga underarter finns listade i Catalogue of Life.